# Автомагистрала D0 (Чехия)
Автомагистрала D0 (на чешки: Dálnice D0) (до 31 декември 2015 г. Скоростен път R1 (на чешки: Rychlostní silnice R1)), Пражка околовръстен път (на чешки: Pražský okruh) е строяща се автомагистрала в Чехия, която след завършването си ще образува околовръстен път около столицата Прага. Дължината на цялата магистрала ще е 82,8 km, от които, към 2015 г. са построени 39,8 km.

## История
Първите два участъка са построени през 1980-те години. Първият участък съединява магистрала D5 с улица „К Барандову“ и магистрала D10 с път 11 (по-късно този път е номериран като 611). През 1993 г. е построено продължение от път 11 до 12, което през 1997 г. е свързвано с Щербохолския околовръстен път. В началото на 21 век са построени два последователни участъка, съединяващи автомагистала D5 с магистралите D6 и D7. Последен е открит голям участък от улица „К Баррандову“ до магистрала магистрала D1 през 2010 г. Към края на 2015 г., изграждането на нови обекти по автомагистралата не се извършва.
От 1 януари 2016 г. старият път R1 е преименуван на магистрала D0.

### Спорове за трасето на северния участък
Проектът за трасето от летището до магистрала D8 причинява значителни спорове. Има два варианта за трасето: основен вариант през Сухдол и алтернативен чрез Хусинец. Първият вариант е по-кратък, но минава през населеното място Сухдол (планирано е и строителството на тунел), както и през природен парк на брега на Вълтава. По тази причина, срещу този вариант активно протестират управлението на Сухдол и различни екологични движения. Вторият вариант е по-дълъг, но минава през по-слабо населени места. Поради споровете, проектът все още не е включен в генералния план на Средночешкия край.

### Участъци
Целият пръстен е разделен на 10 участъка, на които са дадени номера 510 – 520. В червено са планираните участъци.
| Номер | Име                          | Дължина  | Начало на строителство | Въвеждане в експлоатация |
| ----- | ---------------------------- | -------- | ---------------------- | ------------------------ |
| 510   | Саталице–Беховице, 1-ви этап | 1,12 km  | 1980                   | 12 октомври 1984 г.      |
| 510   | Саталице–Беховице, 2-ри этап | 2,33 km  | 1988                   | 5 ноември 1993 г.        |
| 511   | Беховице–D1                  | 12,57 km | планирано към 2018 г.  | планирано към 2021 г.    |
| 512   | D1–Вестец                    | 8,75 km  | 2008                   | 2септември 2010 г. 20    |
| 513   | Вестец–Лаховице              | 8,34 km  | 2006                   | 20 септември 2010 г.     |
| 514   | Лаховице–Сливенец            | 6,03 km  | 2006                   | 20 септември 2010 г.     |
| 515   | Сливенец–Тршебонице          | 7,41 km  | 1977                   | 20 сентября 1983 г.      |
| 516   | Тршебонице–Ржепи             | 3,3 km   | 1998                   | 20 август 2000 г.        |
| 517   | Ржепи–Рузине                 | 2,51 km  | 1999                   | 29 октомври 2001 г.      |
| 518   | Рузине–СухдолСухдол          | 9,4 km   | след 2016 г.           | ?                        |
| 519   | Суходол–Бржезиневес          | 6,68 km  | след 2016 г.           | ?                        |
| 520   | Бржезиневес–Саталице         | 13,15 km | ?                      | ?                        |